# Cheyenne Dunkley
Cheyenne Armani Keanu Dunkley (Wolverhampton, Inglaterra, 13 de febrero de 1992), conocido como Chey Dunkley, es un futbolista inglés. Juega como defensa y su equipo es el Chesterfield F. C. de la League Two inglesa.

## Trayectoria
Nacido en Wolverhampton, se formó en la cantera del Crewe Alexandra FC, club al que llegó a los 14 años de edad, pero nunca llegó a debutar con el primer equipo porque este decidió cederlo al Hednesford Town FC en la temporada 2010-11. Esa temporada el equipo, al quedar subcampeón de la Southern Football League y perder los playoffs, no asciende a la Football Conference y pasa a formar parte de la Northern Premier League.
Al final de dicha temporada y al terminar el contrato con el Crewe Alexandra, ficha definitivamente por el Hednesford. En su segunda temporada en el equipo, este volvió a caer en los playoffs de ascenso. Se había convertido en una pieza clave del equipo y su talento se vio premiado con su contratación por el Kidderminster Harriers, de la Conference Premier.
El 20 de noviembre de 2014 pasó al Oxford United en calidad de cedido hasta el final de la temporada a cambio de la cesión del jugador del Oxford Untd Sam Long.
A principios de 2015 firmó un contrato con el Oxford United, con el que logra esa misma temporada el ascenso a la EFL League One, marcando un gol en el partido que certificaba dicho ascenso.